# John Huxham
John Huxham, angleški kirurg, * 1672, Totnes, † 1768.
Zaradi svojih raziskav na področju vročice je leta 1755 prejel Copleyjevo medaljo.